# Amphicar

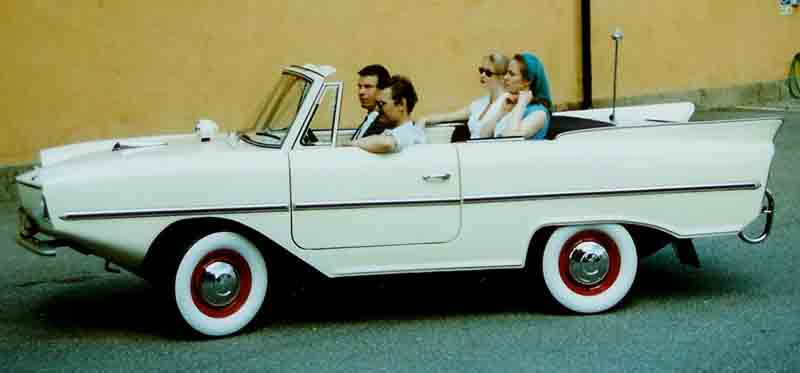
Amphicar Cabriolet 1963

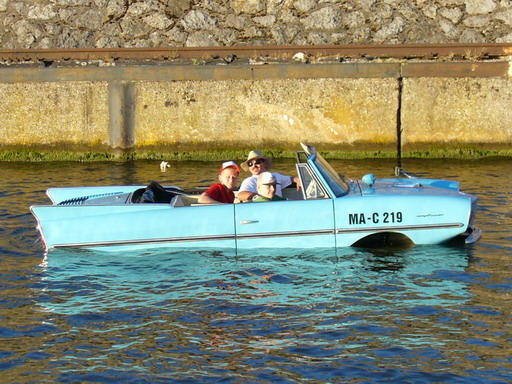
Amphicar i Stuttgart 2005.

Amphicar är en serietillverkad tysk småbil med motor och mekanik från engelska Triumph Herald. Bilen har bakhjulsdrift, och har varit den mest framgångsrika civila amfibiebilen hittills[när?]. Den tillverkades under 1960-talet med intressen av familjen Quandt som äger stora delar av BMW. Idag är Amphicar ett samlarobjekt. Bilen designades av Hans Trippel som också låg bakom Schwimmwagen.

## Teknik och prestanda
Motorn hämtades från Triumph Herald, en 1,2-liters motor på 43 hk. Det var tillräckligt för att ge bilen en toppfart på ca 110 km/h på land och 11 km/h i vatten. Motorn monterades baktill och kopplades till en fyrväxlad manuell låda som drev bakhjulen. Två propellrar kopplades in när bilen körs ner i vattnet. Dessa kopplades in med en extra växelspak som hade fram, back och neutralläge. Styrning sköttes av framhjulen även i vatten, eftersom den saknade roder.

## Marknadsföring och försäljning
90 % av de tillverkade bilarna såldes i USA, där den marknadsfördes som "bilen som kan simma". Den hade svårt att konkurrera, eftersom man för samma pris kunde få en Ford Mustang eller någon annan bil som var roligare att köra (på land). Nya säkerhetsbestämmelser slog sista spiken i kistan för försäljningen och företaget gick i konkurs 1968. De sista åren byggdes bilarna av delar som hade lagts upp i lager för en planerad tillverkning av 20 000 bilar, men tillverkningen stannade på 3 800 stycken.

## Se även

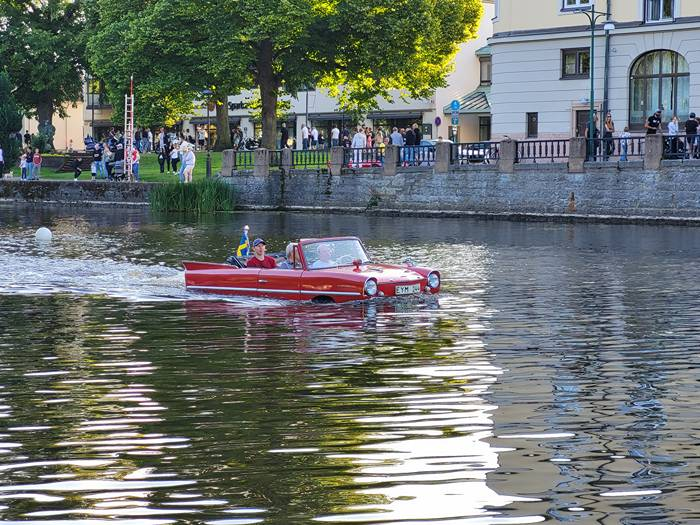
Amphicar i Lidköping 2024